# Золотоухий венилиорнис
Золотоухий венилиорнис (лат. Veniliornis maculifrons) — вид птиц из семейства дятловые. Эндемик влажного Атлантического леса в Бразилии.

## Описание
Длина тела около 15 см. Общая черта представителей обоих полов — жёлтая задняя часть шеи.
У самцов коричневые лоб и перья короны.

## Биология
Информации о питании и размножении почти нет. Сообщалось, что этих птиц видели поедающими личинок насекомых и долбящими авокадо (Persea americana). Гнездо было обнаружено в штате Рио-де-Жанейро в отверстии ствола дерева на высоте около 18 м. В нём находился, как минимум, один подросший птенец.
МСОП присвоил виду охранный статус LC.